# Josep Carles Laínez
Josep Carles Laínez (València, 1970) és un escriptor valencià, encara que amb pregons lligams al Principat d'Andorra, país on visqué durant la seva infantesa. Llicenciat en filologia catalana i en comunicació audiovisual, ha estat professor invitat a la Universitat Nacional Autònoma de Mèxic, a la Universitat de Puerto Rico i a la Hofstra University de Nova York.
Ha publicat nombrosos llibres originals en diverses llengües i ve desenvolupant una àmplia tasca de creació artística i literària. A hores d'ara és cap de redacció de la revista trimestral Debats i columnista del diari El Periòdic d'Andorra. Així mateix col·labora sovint a la premsa valenciana: Levante-EMV, L'Avanç, Saó...

## Poemaris
- Dionysiaka, Alzira, Germania, (1995).
- Anxia, Alzira, Bromera,(2001). Obra guardonada amb el Premi de Poesia "Ciutat de València" de l'any 2000.[1]

## Teatre
- Del luxe del ras vora les fraules (1999). Publicada en la revista occitana Oc.
- Berlín, Valencia, Llambert Palmart, (2001).

## Altres
- El naixement de la platja, València, Llambert Palmart, (2001), catàleg d'una instal·lació.
- Trànsits, València, Llambert Palmart, (2000). Llibre de fotografies.

En la seva obra artística, cal esmentar diverses performances amb el rerefons del paganisme: Memorial (2001), Umbrae (2002), Lux (2003) o Sacra (2003), aquesta darrera durant cinc dies i al llarg del territori andorrà. Al mateix temps, ha teoritzat sobre la performance dintre del llibre col·lectiu Cartografías del cuerpo (2004).
Fou membre del consell de redacció de la revista de cinema Banda Aparte i col·laborador en publicacions com ara Archivos de la Filmoteca i Imatge. El 2003, aparegué el seu llibre Construcción metafórica y análisis fílmico.

## Obra en asturià
Josep Carles Laínez escriu en asturià des de l'any 1991, quan va completar el seu primer llibre, Escosu deliriu (en l'actualitat perdut). El 1997, va aconseguir el Premi de Teatre de l'Acadèmia de la Llingua Asturiana amb l'obra Elsa metálico (Oviedo, ALLA, 1998) i el 2000 va començar la seva col·laboració amb el setmanari Les Noticies. Algunes de les seves columnes van ser traduïdes a l'espanyol (Gen Marginalia, Madrid, Endymion, 2003) i l'estonià (a la revista Akadeemia, 2004). Ha traduït poemes de Sandro Penna, Vicent Andrés Estellés, Robert Roc, Jüri Talvet i Rosa María Rodríguez Magda a idioma asturià. El 2004 va publicar la traducció d'una col·lecció de haiku amb el títol de Caballinos de diañu, lluciérnagues y caparines, en col·laboració amb Abdelmumin Aya, i dos anys després el poemari Lenta lletanía del cuerpu nel hedreru (Oviedo, ALLA, 2005).

### Llibres en asturià
- Elsa metálico, Oviedo: Acadèmia de la Llengua Asturiana, 1998 ISBN 84-8168-149-0.
- Caballinos de diañu, lluciérnagues y caparines, Oviedo: Ámbitu, 2004 En col·laboració amb Abdelmumin Aya.
- Lenta lletanía del cuerpu nel hedreru, Oviedo: Acadèmia de la Llengua Asturiana, 2005 ISBN 84-8168-378-7
- La muerte del padre, València: Llambert Palmart, 2009 Dietari amb diverses entrades en asturià. ISBN 978-84-96360-08-2

### Textos en llibres col·lectius
- Hacia una topografía del silenciu. El cine de Ramón Lluís Bande, en VVAA, Filmar la mirada, Mieres: Ajuntament de Mieres, 2001.
- L'espaciu como conceptu temporal. Una reflesión sobre L'aire les castañes, en VVAA, Filmar la mirada, Mieres: Ajuntament de Mieres, 2001.
- My Own Private Keanu, en PIQUERO, José Luis (ed.), Antoloxía del cuentu eróticu (2004). ISBN 84-95640-74-0.

### Traduccions de l'asturià
- ÁLVAREZ, Lluís X., Poesía asturiana completa, València: Llambert Palmart, 2009. Edició i traducció. ISBN 978-84-96360-02-0

## Obra en aragonès
- En o gudrón espigol xuto, Teruel: Sur Edizions, 1991.
- Aire de liloileras: (peruigilium veneris), Uesca: Consello d'a Fabla Aragonesa, 1992. ISBN 84-86036-40-2
- A besita de l'ánchel, Uesca: Consello d'a Fabla Aragonesa, 1994. ISBN 84-86036-50-X
- Bel diya, Uesca: Consello d'a Fabla Aragonesa, 1998. ISBN 84-86036-72-0